# Chaetodus mutilus
Chaetodus mutilus är en skalbaggsart som beskrevs av Rudolph Petrovitz 1968. Chaetodus mutilus ingår i släktet Chaetodus och familjen Hybosoridae. Inga underarter finns listade i Catalogue of Life.